# Зникнення літака рейсу 370 Malaysia Airlines
У ніч на 8 березня 2014 було втрачено зв'язок з літаком Boeing 777-200ER, що виконував рейс MH370 з Куала-Лумпура (Малайзія) в Пекін (Китай), коли він перебував над Південнокитайським морем. Літак також зник з екранів радарів. На борту перебувало 239 осіб, із них 12 членів екіпажу і 227 пасажирів. Рейс виконувався авіакомпанією Malaysia Airlines спільно з China Southern Airlines. Пошукова операція, що тривала протягом березня — червня, результатів не дала. Пізніше було встановлено, що на авіалайнері невідомі особи відключили системи зв'язку, але при цьому літак істотно відхилився від курсу та перебував у повітрі ще не менше 7 годин. У результаті, ймовірно, він зазнав катастрофи в південній частині Індійського океану, а всі, хто був на борту, загинули.

## Літак

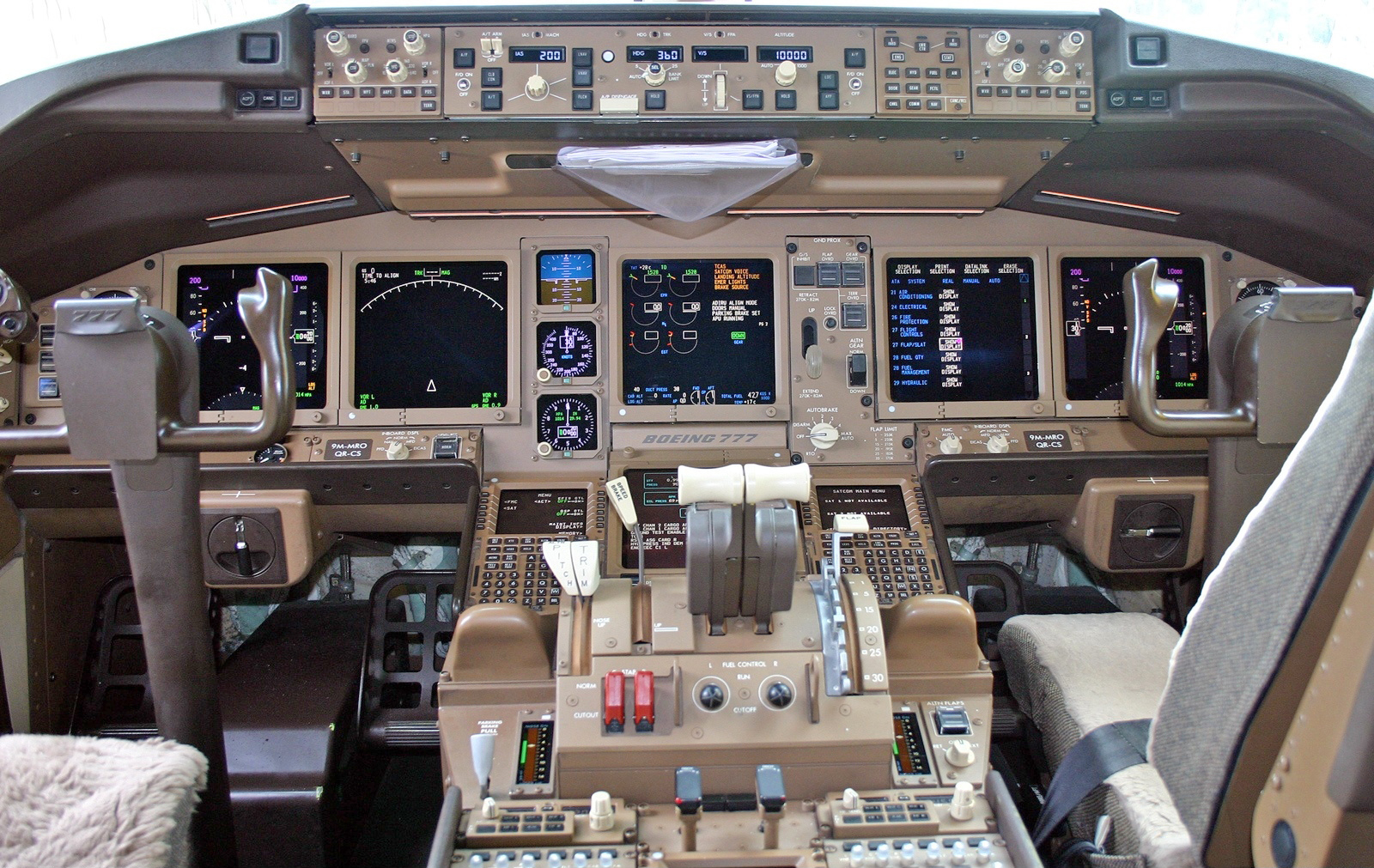
Кабіна Boeing 777-200 (9M-MRO) у 2004 році

Широкофюзеляжний Boeing 777-200ER авіакомпанії Malaysia Airlines (бортовий номер — 9M-MRO, заводський — 28420, серійний — 404), виготовлений у 2002 році, перший політ зробив 14 травня 2002 року, переданий авіакомпанії 31 травня 2002 року. Загальний наліт літака: 53 465 годин, 7525 циклів зльоту-посадки. На літаку встановлені два двигуни Rolls-Royce Trent 892. Місткість салону 282 пасажирських місця (35 — «бізнес-клас» і 247 — «економклас»).
За даними Malaysia Airlines, останнє технічне обслуговування літак пройшов 23 лютого 2014 року.
У серпні 2012 року зниклий Boeing 777 став учасником інциденту в аеропорту Шанхаю. При кермуванні він пошкодив вінглет, зачепивши хвіст Airbus A340 авіакомпанії China Eastern Airlines. Однак ця аварія була визнана незначною, а літак після ремонту повернений в експлуатацію.

### Пасажири
На борту літака перебувало 239 осіб, включаючи екіпаж та пасажирів. Серед них були громадяни України
| Громадянство      | кількість осіб |
| ----------------- | -------------- |
| КНР               | 152            |
| Малайзія          | 50             |
| Індонезія         | 7              |
| Австралія         | 6              |
| Індія             | 5              |
| Франція           | 4              |
| США               | 3              |
| Україна           | 2              |
| Канада            | 2              |
| Нова Зеландія     | 2              |
| Іран              | 2              |
| Росія             | 1              |
| Тайвань           | 1              |
| Нідерланди        | 1              |
| Гонконг           | 1              |
| Всього (14 країн) | 239            |

## Пошукова операція

### Початкова пошукова операція
Організована повномасштабна пошуково-рятувальна операція з розшуку літака і осіб, що вижили. У ній беруть участь кілька країн: США, Сінгапур, В'єтнам і Китай та інші. До місця можливого падіння спрямовані судна, вертольоти і літаки. Крім того, до пошуку «Боїнга» залучені військові розвідувальні підрозділи, у тому числі зі США.
29 липня 2015 року на о. Реюньйон в Індійському океані було знайдено уламок (фрагмент крила) невпізнаного літака. Згодом експертиза підтвердила, що даний уламок, найімовірніше, належить зниклому минулого року лайнеру рейсу MH370 Malaysia Airlines.

### Китайська участь у пошуковій операції
31 січня 2016 року, китайське судно, яке було обладнане гідроакустичною системою, вирушило до південної частини Індійського океану на пошуки літака Malaysia Airlines, що зник з радарів.
Пошукова операція мала завершитись у червні 2016 року. Планів розширити її далі, якщо в цій частині океану нічого не знайдуть, не було.

### Завершення пошуків
17 січня 2017 року було повідомлено, що міжнародна група у складі рятувальників Австралії, Малайзії та Китаю припинила пошуки уламків літака. Пошуки не дали жодних результатів, місце падіння лайнера виявлено не було. За майже три роки операції судна обшукали площу 120 тисяч квадратних кілометрів як у Південнокитайському морі, так і на захід від Австралії в Індійському океані. На пошукову операцію було витрачено 160 млн доларів США.
Уламок, що знайшли 30 липня 2015 року на узбережжі острова Реюньйон в Індійському океані, — єдина велика деталь лайнера, яку вдалося виявити за весь час, що минув від катастрофи.

### Продовження пошуків
На початку березня 2024 року, як повідомила The Guardian, близько 500 родичів пасажирів рейсу MH370 закликали розпочати нові пошуки малайзійського літака, який вважався зниклим безвісти вже майже 10 років. Родичі поставили під сумнів прагнення влади розкрити таємницю зникнення літака.
Підводні мікрофони вловили сигнал тривалістю 6 секунд приблизно в той самий час, коли міг розбитися літак. Дослідники припускають, що цей звук міг би допомогти виявити координати авіатрощі.